# Beychac-et-Caillau
Beychac-et-Caillau är en kommun i departementet Gironde i regionen Nouvelle-Aquitaine i sydvästra Frankrike. Kommunen ligger i kantonen Cenon som tillhör arrondissementet Bordeaux. År 2022 hade Beychac-et-Caillau 2 608 invånare.

## Befolkningsutveckling
Antalet invånare i kommunen Beychac-et-Caillau
Referens:INSEE